# Ocotea
Ocotea és un gènere botànic de fanerògames de la família de les lauràcies, incloent més de 200 espècies d'arbres i arbustos sempreverds, distribuídos majorment en regions tropical i subtropical d'Amèrica Central i del Sud, les Índies Occidentals, amb algunes espècies a Àfrica: Madagascar, i una, Ocotea foetens (til o til·ler), nadiua de les illes de Macaronèsia.

## Taxonomia
Algunes de les espècies d'Ocotea.
- Ocotea aciphylla
- Ocotea acutifolia (Nees) Mez
- Ocotea albida
- Ocotea albopunctulata
- Ocotea amazonica
- Ocotea arechavaletae
- Ocotea argylei
- Ocotea arnottiana
- Ocotea atirrensis
- Ocotea bangii
- Ocotea basicordatifolia
- Ocotea benthamiana
- Ocotea bofo
- Ocotea bullata
- Ocotea calophylla
- Ocotea camphoromoea
- Ocotea catharinensis
- Ocotea cernua
- Ocotea clarkei
- Ocotea corymbosa Mez
- Ocotea cuneifolia
- Ocotea cuprea
- Ocotea cymbarum
- Ocotea dendrodaphne
- Ocotea diospyrifolia (Meisn.) Mez
- Ocotea dispersa (Nees) Mez
- Ocotea divaricata (Nees) Mez
- Ocotea domatiata Mez
- Ocotea floribunda
- Ocotea foeniculacea
- Ocotea foetens
- Ocotea gabonensis
- Ocotea glaucosericea
- Ocotea glaziovii Mez
- Ocotea gracilis
- Ocotea guianensis
- Ocotea harrisii
- Ocotea heterochroma
- Ocotea indecora (Schott) Mez
- Ocotea insularis
- Ocotea illustris
- Ocotea infrafoveolata
- Ocotea javitensis
- Ocotea jelskii
- Ocotea jorge-escobarii
- Ocotea kenyensis
- Ocotea kuhlmanni Vattimo
- Ocotea lancifolia
- Ocotea lancilimba
- Ocotea langsdorffii
- Ocotea laxiflora
- Ocotea leucoxylon
- Ocotea longifolia
- Ocotea mandonii
- Ocotea marmellensis
- Ocotea matogrossensis
- Ocotea megaphylla
- Ocotea minarum Mart. ex Nees
- Ocotea monzonensis
- Ocotea moschata
- Ocotea nemodaphne
- Ocotea notata (Nees) Mez
- Ocotea oblonga
- Ocotea obtusata
- Ocotea odorifera
- Ocotea oocarpa
- Ocotea opoifera
- Ocotea otuzcensis
- Ocotea pachypoda
- Ocotea pauciflora
- Ocotea porosa
- Ocotea porphyria
- Ocotea portoricensis
- Ocotea prunifolia
- Ocotea puberula
- Ocotea pulchella Mart.
- Ocotea pulchra Vattimo-Gil
- Ochotea quixos
- Ocotea raimondii
- Ocotea regeliana
- Ocotea rivularis
- Ocotea robertsoniae
- Ocotea rotundata
- Ocotea rubrinervis
- Ocotea rugosa
- Ocotea rusbyana
- Ocotea sericea
- Ocotea silvestris Vattimo-Gil
- Ocotea smithiana
- Ocotea spathulata
- Ocotea spectabilis
- Ocotea spixiana (Nees) Mez
- Ocotea staminoides
- Ocotea tabacifolia (Meisn.) Rohwer
- Ocotea teleiandra (Meisn.) Mez
- Ocotea urbaniana Mez
- Ocotea usambarensis
- Ocotea uxpanapana
- Ocotea vaccinioides Meisn.
- Ocotea variabilis Meisn.
- Ocotea velloziana
- Ocotea velutina Mart.
- Ocotea veraguensis
- Ocotea viridiflora
- Ocotea wrightii